# کریگ جانستون
کریگ جانستون (انگلیسی: Craig Johnston؛ زادهٔ ۲۵ ژوئن ۱۹۶۰) یک بازیکن فوتبال اهل استرالیا است.